# Biogradska biskupija
Biogradska biskupija bila je biskupija koja je osnovana nakon ukidanje ninske biskupije te je trajala do 1125. kada je zbog naleta Mlečana biskup bio prisiljen preseliti se u Skradin. Od 1948. obnovljena je kao naslovna biskupija.

## Naslovni biskupi[2]
- Frederick Hall (4. rujna 1948. – 25. rujna 1952.)
- François-Marie Picaud (5. kolovoza 1954. – 29. ožujka 1960.)
- Ignacy Ludwik Jeż (20. travnja 1960. – 28. lipnja 1972.)
- Francesco Monterisi (24. prosinca 1982. – 20. studenog 2010.)
- Celso Morga Iruzubieta (29. prosinca 2010. – 8. listopada 2014.)
- Augusto Paolo Lojudice (6. ožujka 2015. – 6. svibnja 2019.)
- Giovanni Gaspari (21. rujna 2020. - danas)